# Маккинд
Маккинд (на английски: Mckeand River) е река в североизточната част на Канада, територия Нунавут, на п-ов Хол, на остров Бафинова земя. Дължината ѝ от над 300 km ѝ отрежда 119-о място сред реките на Канада.
Река Маккинд изтича от ледниците в източната част на п-ов Хол, югоизточната част на остров Бафинова земя, на 64°01′06″ с. ш. 165°45′36″ з. д. / 64.018333° с. ш. 165.76° з. д., на около 800 м н.в. В най-горната си част тече на север, след това завива на запад, преминава през голямо езеро на 590 м н.в. и завива на север. След 65° с.ш. завива на североизток и се влива чрез широк ектуар във фиорда Нетилинг на залива Къмбърланд, Северен ледовит океан.
На около 30 км преди устието си получава отдясно най-големия си приток.
Максималният отток е през май-юни, а минималният е през март-април. Подхранването на реката е предимно снегово. От ноември до април реката е скована от ледена покривка.